# Camponotus cressoni
Camponotus cressoni é uma espécie de inseto do gênero Camponotus, pertencente à família Formicidae.